# Raz-de-marée de la Saint-Marcel en 1219
Le raz-de-marée de la Saint-Marcel a touché le 16 janvier 1219, jour de la fête de Saint-Marcel, la région de ce qui deviendra les Pays-Bas. Il a suivi le raz-de-marée de la Toussaint en 1170, l'inondation Saint-Nicolas en 1196 et le raz-de-marée de 1214, et touchèrent de grandes parties des Pays-Bas du Nord. Cette tempête a été particulièrement désastreuse parce que l'eau ne s'était pas dégagée avant la marée suivante ce qui a alimenté l'inondation. De nombreuses digues encore en place ont été brisées.
Cette tempête qui suivait quatre grandes tempêtes et des inondations en l'espace de 50 ans, a remodelé le pays et a conduit à la création de deux grandes mers intérieures aux Pays-Bas, à savoir le Zuiderzee et la Mer des Wadden.